# 울프 폰 오일러
울프 스반테 폰 오일러(스웨덴어: Ulf Svante von Euler, ForMemRS, 1905년 2월 7일 ~ 1983년 3월 9일)는 스웨덴의 생리학자, 약리학자이다. 1970년에 신경말단에서의 정보전달 물질을 발견·연구한 공로로 줄리어스 액설로드, 버나드 카츠와 함께 노벨 생리학·의학상을 수상했다.
아버지는 노벨 화학상을 수상한 화학자 한스 폰 오일러켈핀이며, 외할아버지는 툴륨과 홀뮴을 발견한 페르 테오도르 클레베이다.

## 수상 경력
- 1961년 : 가드너 국제상
- 1970년 : 노벨 생리학·의학상

## 회원
- 1973년 : 왕립학회 외국인 회원[1]